# Астрономът (картина)
Астрономът е платно на холандския художник Ян Вермеер. Нарисувана с маслени бои, завършена към 1668 година, днес картината е изложена в парижкия музей Лувър.
В средата на 17 век, в контекста на научната революция, портретите на учени са централна тема в творчеството на много художници . Освен Астрономът, малко по-късно, Вермеер рисува и Географът, като според някои източници, и на двете картини е изобразен един и същи човек – Антони ван Льовенхук.
Професията на изобразената личност е илюстрирана със звезден глобус и астрономически алманах (съставен от Метиус). Символично, книгата е отворена на глава III – „Божествено вдъхновение“, а на стената се намират картини, изобразяващи Моисей, който символизира знанието и науката – „И Моисей беше научен на всичката египетска мъдрост, и бе силен в слово и в дело“